# Taenioides anguillaris
Taenioides anguillaris is een straalvinnige vissensoort uit de familie van de grondels (Gobiidae). De wetenschappelijke naam is gepubliceerd in 1758 door Linnaeus in de tiende editie van Systema naturae.